# Wereldkampioenschappen schoonspringen 2022 – tienmetertoren synchroon mannen
Het synchroonspringen vanaf de tienmetertoren voor mannen tijdens de wereldkampioenschappen schoonspringen 2022 vond plaats op 28 juni 2022 in de Donau-arena in Boedapest.

## Uitslag
De eerste twaalf koppels, hier aangegeven met groen, gingen door naar de finale.
| Rang   | Land                | Namen                                     | Voorronde | Voorronde | Finale | Finale |
| Rang   | Land                | Namen                                     | Punten    | Rang      | Punten | Rang   |
| ------ | ------------------- | ----------------------------------------- | --------- | --------- | ------ | ------ |
| Goud   | China               | Lian Junjie Yang Hao                      | 452,25    | 1         | 467,79 | 1      |
| Zilver | Verenigd Koninkrijk | Matty Lee Noah Williams                   | 379,26    | 3         | 427,71 | 2      |
| Brons  | Canada              | Rylan Wiens Nathan Zsombor-Murray         | 377,88    | 4         | 417,12 | 3      |
| 4      | Oekraïne            | Kirill Boliukh Oleksiy Sereda             | 393,00    | 2         | 396,27 | 4      |
| 5      | Duitsland           | Timo Barthel Jaden Eikermann              | 340,47    | 8         | 377,37 | 5      |
| 6      | Cuba                | Luis Cañabate Carlos Ramos                | 336,69    | 9         | 371,01 | 6      |
| 7      | Australië           | Domonic Bedggood Cassiel Rousseau         | 376,65    | 5         | 368,10 | 7      |
| 8      | Verenigde Staten    | Zachary Cooper Maxwell Flory              | 328,38    | 10        | 358,17 | 8      |
| 9      | Brazilië            | Kawan Pereira Isaac Souza                 | 354,45    | 7         | 329,79 | 9      |
| 10     | Italië              | Andreas Larsen Eduard Timbretti           | 357,00    | 6         | 328,95 | 10     |
| 11     | Maleisië            | Hanis Nazirul Jaya Surya Jellson Jabillin | 311,85    | 12        | 322,35 | 11     |
| 12     | Oostenrijk          | Anton Knoll Dariush Lotfi                 | 314,52    | 11        | 316,20 | 12     |
| 13     | Nieuw-Zeeland       | Arno Lee Luke Sipkes                      | 257,82    | 13        |        |        |
| 14     | Oezbekistan         | Botir Khasanov Marsel Zaynetdinov         | 232,89    | 14        |        |        |